# 田中真琴
田中 真琴（たなか まこと、1995年〈平成7年〉1月30日 - ）は、日本のモデル、女優である。京都府出身。

## 来歴
- 京都府出身。京都府立山城高等学校を経て、佛教大学社会学部卒業。
- 2014年度ミス佛教大学でグランプリに選ばれる。それがきっかけで感覚ピエロなどのMVに出演。
- 2017年、『この時が終わる前に』で初舞台・初演技ながら男子高校生を演じた[3]。
- 2023年、ジュビロ磐田の「ジュビロクラブアンバサダー」に就任した[4]。同年12月31日、A-teamを退所[2]。

## 人物
- 学生時代は新体操とバドミントンを8年間やっていた[5]。
- スピッツとandymoriのファン。
- 母親が静岡県磐田市出身で、その影響からサッカーJリーグのチーム、ジュビロ磐田のファンである[5]。
- お正月になると、静岡にある祖父の家に帰省している[6] 。
- 茶トラの猫を飼っていてチャーリーと名付けて、チャーリー先生と呼んでいる。
- 好きな食べ物はトマトとラーメン。
- 2023年6月11日、扁桃腺摘出手術を受け1週間入院していたことを公表した[7]。

## 出演

### テレビドラマ
- 世にも奇妙な物語'17秋の特別編 短篇作品「交換」（2017年10月14日、フジテレビ） - 泉 役[8]
- きみが心に棲みついた（2018年1月16日 - 3月20日、TBS） - 為末れいか 役
- 戦慄女子 トル女編（2018年9月22日、エンタメ〜テレ）
- ブラックスキャンダル（2018年10月4日 - 12月6日、読売テレビ・日本テレビ） - ミカ 役
- 赤い霊柩車シリーズ 37「猫を抱いた死体」（2018年11月16日、フジテレビ） - 千代駒 役
- この恋はツミなのか!?（2018年12月2日 - 26日、MBS / 12月4日 - 28日、TBS） - 江口茜 役[9]
- ザンビ（2019年1月24日 - 3月28日、日本テレビ） - 倉田佑里恵 役
- 時効警察はじめました（2019年10月11日 - 12月6日、テレビ朝日） - 久我山 役[10]
- 左ききのエレン（2019年10月20日 - 12月22日、MBS / 10月22日 - 12月24日、TBS） - 朱音優子 役[11]
- 真夜中にハロー! 第4話（2022年2月4日、テレビ東京） - 西乃々花 役[12]
- インビジブル（2022年4月15日 - 6月17日、TBS） - 芝本菜穂 役[13][14]
- 魔法のリノベ 第7話（2022年8月29日、関西テレビ・フジテレビ） - 真行寺樹 役
- 夕暮れに、手をつなぐ 第4話 - 最終話（2023年2月7日 - 3月21日、TBS） - 香織 役
- 弁護士ソドム 第6話（2023年6月9日、テレビ東京） - 海老名由佳 役[15]
- 真夏のシンデレラ（2023年7月10日 - 、フジテレビ） - 美帆 役
- 湊かなえ「落日」 最終話（2023年10月1日、WOWOW） - アシスタント 役
- 時をかけるな、恋人たち（2023年10月10日 - 12月19日、関西テレビ・フジテレビ） - 梓若菜 役[16]
- うちの弁護士は手がかかる 第1話（2023年10月13日、フジテレビ） - 鮎原依子 役[17]
- ミス・ターゲット（2024年4月21日 - 6月16日、朝日放送テレビ・テレビ朝日） - 稲垣由衣 役[18]
- アンチヒーロー 第4話・第5話（2024年5月5日・12日、TBS） - 久美 役[19][20]
- 警視庁ゼロ係〜スカイフライヤーズ〜（2024年7月22日、テレビ東京） - 白鳥玲佳 役[21]
- ビリオン×スクール 第6話（2024年8月9日、フジテレビ） - 美容師 役
- 最寄りのユートピア（2024年9月25日、フジテレビ） - 柴野麻衣 役[22]

### WEBドラマ
- ランウェイがはじまる（2020年8月8日 - 12日、ABEMA） - 姫野真弓 役[23]
- ユーレイの彼女と私の恋（2022年9月2日 ⁻ 23日、YouTube「MAPUTI official」） - 主演・相沢理子 役[24]

### 映画
- アナザサイド サロメの娘 remix（2017年3月18日 - 3月31日）[25]
- VAMP（2019年8月23日公開） - マリ子 役[26]
- 男の優しさは全部下心なんですって（2019年11月23日 - 12月21日）[27]
- 魔法少年☆ワイルドバージン（2019年12月6日） - 小島彩花 役[28][29][30]
- 異物 -完全版-（2022年1月15日、Vandalism） - ミナ役
- ほなまた明日（2024年3月23日） - 主演・草馬ナオ 役[31]

### バラエティ番組
- 第49回NHK上方漫才コンテスト（2019年3月1日、NHK） - 司会[32]
- あざとくて何が悪いの?（2020年4月17日、テレビ朝日） - ナオ 役(ミニドラマ) [33]
- マヂカルクリエイターズ（2021年3月30日 - 6月22日、テレビ東京） - 準レギュラー
- ラーメンWalkerTV2（2021年6月24日、9月30日、フジテレビワンツーネクスト）[34][35]
- 木村多江の、いまさらですが…（2023年8月28日、NHK総合） - ディレクター[36]
- Jリーグタイム (2023年9月10日、NHK BS1) [37]

### 舞台
- 神山演劇企画「この時が終わる前に」（2017年1月18日 - 1月20日） - 影山優 役（W主演）[38][39]
- 「グランギニョル」（2017年7月29日 - 8月20日） - スー・オールセン 役[40][41]
- 劇団アカルテル「七日目にボクはキミと」（2018年3月14日 - 3月25日） - 茜 役[42]
- KERA CROSS第2弾「グッドバイ」（2020年1月11日 - 2月16日） - 草壁よし 役[43]
- 斑鳩の王子 -戯史 聖徳太子伝-（2024年1月10日 - 2月18日）[44]
- ピーター・パンとウェンディ（2025年2月3日 - 9日、BAROOM） - ピーター・パン 役[45]

### MV
- プロミスザスター（BiSH、2017年3月22日）[46][47]
- A-Han!!（感覚ピエロ、2015年6月9日）[48]
- 拝啓、いつかの君へ（感覚ピエロ、2016年1月27日）[48]
- 加速エモーション（感覚ピエロ、2016年8月28日）[48]
- 等身大アンバランス（感覚ピエロ、2017年2月22日）
- フラレガイガール（さユり、2016年12月7日）[49]
- Autumn Nightmare（ent、2016年12月21日）[6][50]
- 恋のブギウギトレイン（早見優、2016年8月28日）
- Don't Think, Feel（Awesome City Club、2016年4月15日）
- 人間ロック（ドラマチックアラスカ、2016年2月10日）[51]
- Fantastic Chaos（リアクション ザ ブッタ、2016年1月15日）[52]
- 仮面（リアクション ザ ブッタ、2016年10月19日）[52]
- ハルカミライ（感覚ピエロ、2017年11月22日）[53]
- Dear My Boo（當山みれい、2018年3月7日）
- 一瞬も一生もすべて私なんだ（感覚ピエロ、2018年4月2日）[54]
- I am me.（BiSH、2019年5月3日）[55]
- 夜の恋は （indigo la End、2021年2月17日）

### CM
- バンダイナムコエンターテインメント
- 「美少女戦士セーラームーンセーラームーンドロップス」篇
- 「ぐんぺい花のカーニバル」篇

### その他コンテンツ
- 美学生図鑑（2015年、WEB）
- 大原観光保勝会（2021年）